# آفورولول
آفورولول (انگلیسی: Afurolol) یک داروی بتا بلاکر است.